# 1975 في سويسرا
فيما يلي قوائم الأحداث التي وقعت خلال عام 1975 في سويسرا.

## رياضة
- 24 أغسطس – جائزة سويسرا الكبرى 1975 الفائز كلاي ريجاتسوني.

## مواليد

### فبراير
- 17 فبراير – ألينور تريسيري لاعبة كرة مضرب سويسرية.

### مارس
- 3 مارس – دايفيد بلانكو درّاج طريق إسباني.
- 25 مارس – سابين تيموتيو ممثلة سويسرية.

### مايو
- 19 مايو – جوزيبي بيروني لاعب كرة قدم سويسري.

### أكتوبر
- 31 أكتوبر – فابيو سيليستيني

### نوفمبر
- 14 نوفمبر – مارتين هايرر رياضياتي نمساوي.

## وفيات

### فبراير
- 8 فبراير – إيفان دريفوس (مواليد 1884) لاعب كرة قدم سويسري.

### مايو
- 30 مايو – ميشيل سيمون (مواليد 1895) ممثل سويسري.

### أغسطس
- 2 أغسطس – روث بلوم (مواليد 1913) كاتبة سويسرية.